# Ennuebing
Ennuebing (auch: Enibing Island, Enibin-tō, Enipin, Enyebing, Erabin) ist eine Insel des Kwajalein-Atolls in der Ralik-Kette im ozeanischen Staat der Marshallinseln (RMI).

## Geographie
Das Motu liegt im nördlichen Riffsaums des Atolls in der Nähe der Nordspitze des Atolls am Small North Pass (Kita, Kita-suidō, Nord-Durchfahrt). Südwestlich liegt Mellu und nordöstlich Roi-Namur. Die Insel selbst ist ca. 200 lang und maximal 100 m breit.

## Klima
Das Klima ist tropisch heiß, wird jedoch von ständig wehenden Winden gemäßigt. Ebenso wie die anderen Orte der Kwajalein-Gruppe wird Ennuebing gelegentlich von Zyklonen heimgesucht.